# Moataz Ben Amer
Moataz Ben Amer (2 febbraio 1981) è un calciatore libico, di ruolo difensore.

## Carriera
Ha esordito in Nazionale nel 2011.